# Cerro Las Hernández
El Cerro Las Hernández es una formación de montaña entre los poblados de El Vergel y Escaguey en el Municipio Santos Marquina de Mérida, Venezuela; a una altitud de 4.033 m s. n. m. el Pico Miranda es una de los más altos del país.